# Rhodesiella inexpectata
Rhodesiella inexpectata är en tvåvingeart som beskrevs av Nartshuk 1968. Rhodesiella inexpectata ingår i släktet Rhodesiella och familjen fritflugor. Inga underarter finns listade i Catalogue of Life.